# السماوات المتساقطة
السماوات المتساقطة (بالإنجليزية: Falling Skies) مسلسل خيال علمي أمريكي من إعداد روبرت رودات والمنتج المنفذ ستيفين سبيلبرغ. المسلسل من بطولة نوا وايلي بدور توم مايسون، أستاذ تاريخ سابق بجامعة بوسطن، يصبح الرجل الثاني بقيادة فوج ميليشيا ماساتشوستس الثاني، مجموعة من المقاتلين المدنيين الذين هربوا من مدينة بوسطن بعد ان هاجمتهم كائنات فضائية، ادت إلى انهيار الكوكب قبل ستة أشهر من أحداث الموسم الأول.
المسلسل من إنتاج شركة «دريم ووركس تليفزيون»- ومنذ 2014-2015 انتجته شركة «أمبلين تيليفيشين» التابعة لستيفن سبيلبيرغ وشركة «وارنر برذرز». عرض المسلسل في الولايات المتحدة على قناة «TNT»، وفي كندا على قناة «سوبر تشانيل» وقناة «سبيس». بدأ عرض المسلسل في 19 يونيو، 2011. في 18 يوليو، 2014، جددت قناة "TNT" المسلسل لموسم خامس واخير، بدأ عرضه في 28 يونيو، 2015 وانتهى في 30 أغسطس، 2015.

## قصة المسلسل
تبدأ قصة المسلسل بعد مرور ستة أشهر على غزو الأرض من قبل كائنات فضائية، في غضون أيام اجتاح الغزاة الأرض ودمروا دفاعاتها وقضوا على مظاهر الحياة، وقتلوا مايقارب 90% من سكان الأرض عبر تدميرهم المدن الكبرى والعواصم.
كان للفضائيين طيارات قتالية تدعى«ميكس»؛ ونوع من الكائنات ذو بشرة بنية فاتحة وستة أرجل يدعون «سكيترز» هم الذين يتحكمون بالطائرات «ميكس»؛ ونوع من الكائنات الغريبة التي تقود باقي الكائنات تدعى «أشفيني»، ويفترض بأنهم من خطط للهجوم وهم أسياد الـ«سكيترز».
لم تكشف أهداف الفضائيين حتى الموسم الرابع. إذ يخطط الفضائيين لإستخراج «هيليوم-3» من القمر لتزويد تقنياتهم بالطاقة ويستخدمون البشر كجنود عبيد يستخدمونهم لقتال أنواع أخرى من الفضائيين. ولكي يفعلوا ذلك يجمع الفضائيين أطفال البشر الذين تكون اعمارهم بين 8 - 18 سنة ويضعون على ظهورهم مادة حية تسيطر على عقولهم عن طريق عمودهم الفقري. إزالة هذه المادة بالقوة تؤدي إلى موت الطفل، في منتصف الموسم الأول تستخدم عملية جراحية لازالة المادة بحذر وامان، وتترك المادة في ظهر الطفل أشواك تبقى متصلة بالعمود الفقري.
يتابع المسلسل قصة مجموعة من الناجين الذين اتحدوا معاً لمواجه الفضائيين، يدعون أنفسهم «فوج ماساتشوستس الثاني» في إشارة تاريخية لفوج ماساتشوستس الثاني من الجيش القاري الأمريكي. يقوده نقيب الجيش الأمريكي المتقاعد «دان ويفير». أستاذ التاريخ بجامعة بوسطن توم مايسون ثاني بالقيادة الذي يستخدم معرفة بالتاريخ العسكري اثناء بحثة عن ابنه بين. في نهاية الموسم الثاني، يظهر نوع جديد من الفضائيين يدعون «فولم». يقودهم فضائي من الفولم يطلق علية توم مايسون اسم «كوتشيز». الفولم هم كائنات هجمت عليهم قوات الاشفيني أثناء توسعها في المجرة، وهم يريدون الانتقام من الاشفيني، عندما تصل قوات الفولم إلى الأرض في نهاية الموسم الثالث، تهجم قوات الاشفيني على موطنهم وتقضي عليهم جميعاً ماعدا كوتشيز وفريقة بعدها يعمل كوتشيز على مساعدة البشر في حربهم ضد الاشفيني.

## الحلقات
| الموسم | الموسم | عدد الحلقات | الموسم         | الموسم         |
| الموسم | الموسم | عدد الحلقات | أول عرض        | اخر عرض        |
| ------ | ------ | ----------- | -------------- | -------------- |
|        | 1      | 10          | 19 يونيو، 2011 | 7 أغسطس، 2011  |
|        | 2      | 10          | 17 يونيو، 2012 | 19 أغسطس، 2012 |
|        | 3      | 10          | 9 يونيو، 2013  | 4 أغسطس، 2013  |
|        | 4      | 12          | 22 يونيو، 2014 | 31 أغسطس، 2014 |
|        | 5      | 10          | 28 يونيو، 2015 | 30 أغسطس، 2015 |

## الممثلين والشخصيات

### شخصيات رئيسية
| الممثل          | الشخصية                  | الموسم | الموسم | الموسم | الموسم | الموسم |
| الممثل          | الشخصية                  | 1      | 2      | 3      | 4      | 5      |
| --------------- | ------------------------ | ------ | ------ | ------ | ------ | ------ |
| نوا وايلي       | توم ميسن                 | رئيسي  | رئيسي  | رئيسي  | رئيسي  | رئيسي  |
| مون بلودجود     | آن غلاس-ميسن             | رئيسي  | رئيسي  | رئيسي  | رئيسي  | رئيسي  |
| درو روي         | هال ميسن                 | رئيسي  | رئيسي  | رئيسي  | رئيسي  | رئيسي  |
| كونور جيساب     | بين ميسن                 | رئيسي  | رئيسي  | رئيسي  | رئيسي  | رئيسي  |
| كولين كانينغهام | جون بوب                  | رئيسي  | رئيسي  | رئيسي  | رئيسي  | رئيسي  |
| ماكسيم نايت     | مات ميسن                 | رئيسي  | رئيسي  | رئيسي  | رئيسي  | رئيسي  |
| سايشل غابرييل   | لورديس ديلغادو           | رئيسي  | رئيسي  | رئيسي  | رئيسي  |        |
| ساره كارتر      | ماغي                     | رئيسي  | رئيسي  | رئيسي  | رئيسي  | رئيسي  |
| إمفو كواهو      | أنثوني                   | رئيسي  | رئيسي  | رئيسي  | رئيسي  | رئيسي  |
| ويل باتن        | النقيب. دان ويفير        | رئيسي  | رئيسي  | رئيسي  | رئيسي  | رئيسي  |
| دوغ جونز        | كوتشيز                   |        |        | رئيسي  | رئيسي  | رئيسي  |
| سكارليت بيرني   | أليكسيس "ليكس" غلاس ميسن |        |        |        | رئيسي  | ضيف    |
| جيسي شرام       | كارين نادلير             | رئيسي  | متكرر  | متكرر  | ضيف    |        |
| بيتير شينكودا   | داي                      | رئيسي  | رئيسي  | ضيف    |        |        |

### شخصيات ثانوية
- دايل دايز بدور العقيد/فريق أول جيم بورتر (موسم 1-3)
- ميغان دانسو بدور داني (موسم 3-5)
- بروس غراي بدور العم سكوت (موسم 1)
- مارتن روتش بدور مايك تومبسون (موسم 1)
- ليني ديراغون بدور كايت غوردون (موسم 1)
- ميليسا كرايمير بدور ساره (موسم 1)
- ستيفين ويبر بدور الدكتور. مايكل هاريس (موسم 1)
- ديلان اوثيرس بدور جيمي بولاند (موسم 1-2)
- دانيا إسرائيل بدور ريك تومبسون (موسم 1-2)
- ريان روبنز بدور تيكتور مورفي (موسم 2-4)
- لوسيانا كارو بدور لي المجنونة (موسم 2-3)
- براد كيلي بدور لايل (موسم 2-4)
- بيلي ويكمان بدور بون (موسم 2)
- تيري أوكوين بدور أرثر مانشيستير (موسم 2-3)
- مات فريوير بدور الفريق الأول بريسلير (موسم 2-3)
- لاسي جاي. مايلي بدور جين ويفير (موسم 2-4)
- براندون جاي مكلارين بدور جميل ديكستير (موسم 2)
- غلوريا ريوبن بدور مارينا بيرالتا (موسم 3)
- روبرت شون لينارد بدور الدكتور. روجر كادار (موسم 3-4)
- جون إتش. ماير بدور واشاك-شاب (موسم 3-5)
- داكوتا داولبي بدور كينت ماثيوس (موسم 4)
- ديسيري روس بدور ميرا (موسم 4)
- روبرت كلوتورثي بدور الراهب (موسم 4)
- مارك غيبون بدور سكورتش (موسم 4)
- ميرا سورفينو بدور ساره (موسم 4-5)
- جون ديسانتيس بدور شاك (موسم 4-5)
- كاتالينا ساندينو مورينو بدور إيزابيلا (موسم 5)

## البث والإصدار المنزلي
بدأ عرض المسلسل في 19 يونيو، 2011، وبُث على قناة «TNT» في الولايات المتحدة. وفي صيف عام 2011، عرض المسلسل على أكثر من 75 قناة حول العالم.
- الأرجنتين - قناة "TNT"
- أستراليا - قناة "Fox8"
- البرازيل - قناة "TNT"
- كندا - قناة "Super Channel" وقناة "Ztélé" (بالفرنسية)
- تشيلي - قناة "TNT"
- جمهورية الدومينيكان - قناة "TNT"
- الإكوادور - قناة "TNT"
- فرنسا - قناة "Orange Cinémax"
- ألمانيا - قناة "TNT Serie"
- اليونان - قناة "FX"
- أيرلندا - قناة "FX"
- المكسيك - قناة "TNT"
- باراغواي - قناة "TNT"
- إسبانيا - قناة "TNT España"
- المملكة المتحدة - قناة "FX"
- الأوروغواي - قناة "TNT"
- فنزويلا - قناة "TNT"

### إصدار الأقراص المدمجة
إطلق الموسم الأول على قرص مدمج بنوعي (DVD) و (Blu-ray) في أمريكا الشمالية في 5 يونيو، 2012، وفي المملكة المتحدة في 2 يوليو، 2012، في 29 أغسطس، 2012، في أستراليا، وفي 27 أغسطس، 2012، في جنوب أفريقيا. بالإضافة إلى حلقات المومسم الأول احتوى القرص على مشاهد إضافية مثل: نسخة مطولة من الحلقة الأولى، تعليق صوتي، مشاهد من الموسم الثاني، مؤتمر المسلسل في كومك-كون، سان دييغو 2011، المشاهد المحذوفة ولقطات التصوير.
يتوفر المسلسل الكامل (موسم 1-5) حالياً على «أمازون فديو».

## وصلات خارجية
- الموقع الرسمي
- السماوات المتساقطة على موقع IMDb (الإنجليزية)
- السماوات المتساقطة على موقع ميتاكريتيك (الإنجليزية)
- السماوات المتساقطة على موقع روتن توميتوز (الإنجليزية)
- السماوات المتساقطة على موقع نتفليكس (الإنجليزية)
- السماوات المتساقطة على موقع أول موفي (الإنجليزية)
- السماوات المتساقطة على موقع فيلمافينيتي (الإسبانية)
- السماوات المتساقطة على موقع كينوبويسك (الروسية)
- السماوات المتساقطة على موقع ألو سيني (الفرنسية)
- السماوات المتساقطة على موقع قاعدة بيانات الفيلم (الإنجليزية)